# Jørgen Blaksted
Jørgen Christian Andreas Blaksted (* 23. Dezember 1936 in Kopenhagen; † 13. Januar 1998 ebenda) war ein dänischer Schauspieler.

## Leben
Jørgen Blaksted wuchs in Kopenhagen auf, wo er zeitlebens wohnte. Nach seinem Schulabschluss machte er zunächst eine Ausbildung zum Tischler.
Er absolvierte seine Schauspielausbildung von 1956 bis 1959 an der Schauspielschule des Aarhus Teater, wo er auch sein Bühnendebüt als Darsteller hatte und dort anschließend bis zum Jahr 1967 als festes Ensemblemitglied engagiert war. Als Bühnendarsteller wirkte er in zahlreichen Theaterstücken, Musicals und in Kabarett-Programmen mit, so unter anderem auch am Odense Teater, am Folketeatret, am Königlichen Theater Kopenhagen, am Betty-Nansen-Theater, am Theater Helsingør oder am Frederiksberg-Theater. Einige Theatertourneen führten ihn auch nach Norwegen, Schweden, Deutschland und in die USA. Neben vielen Engagements an namhaften Theaterhäusern spielte er auch an verschiedenen Kleinkunstbühnen oder an Provinztheatern. In den 1970er-Jahren gehörte er einige Zeit lang zum Schauspielerensemble des Kopenhagener Vergnügungsparks Tivoli. Blaksted war von 1977 bis 1991 Mitglied im Staatlichen Theaterrat. Er wirkte als Schauspieler vor der Kamera von 1956 bis 1979 in über 20 Film-und-Fernsehproduktionen mit.
Jørgen Blaksted starb am 13. Januar 1998 im Alter von 61 Jahren. Seine Grabstätte befindet sich auf dem Søndermark-Kirkegard in Frederiksberg.

## Filmografie (Auswahl)
- 1956: Tante Tut fra Paris
- 1957: Mädchen für gewisse Stunden (Natlogi betalt)
- 1958: Frøken Nitouche
- 1959: Hexerie eller blind Alarm
- 1961: Reptilicus
- 1961: Jetpiloter
- 1963: Jazzland
- 1964: Sommer-Weekend
- 1965: Kaliber 7,65 – Diebesgrüße aus Kopenhagen (Slå først, Frede)
- 1966: Der Bettelprinz (Der var engang)
- 1966: Flintesønnerne
- 1968: Die Fledermaus (Flagermusen)
- 1968: Mini-Krimi-Quiz (Fernsehserie, 1 Folge)
- 1971: Tykke Olsen
- 1979: Ein Haus in der Provinz (En by i provinsen, Fernsehserie, 1 Folge)